# Kalixlinjen

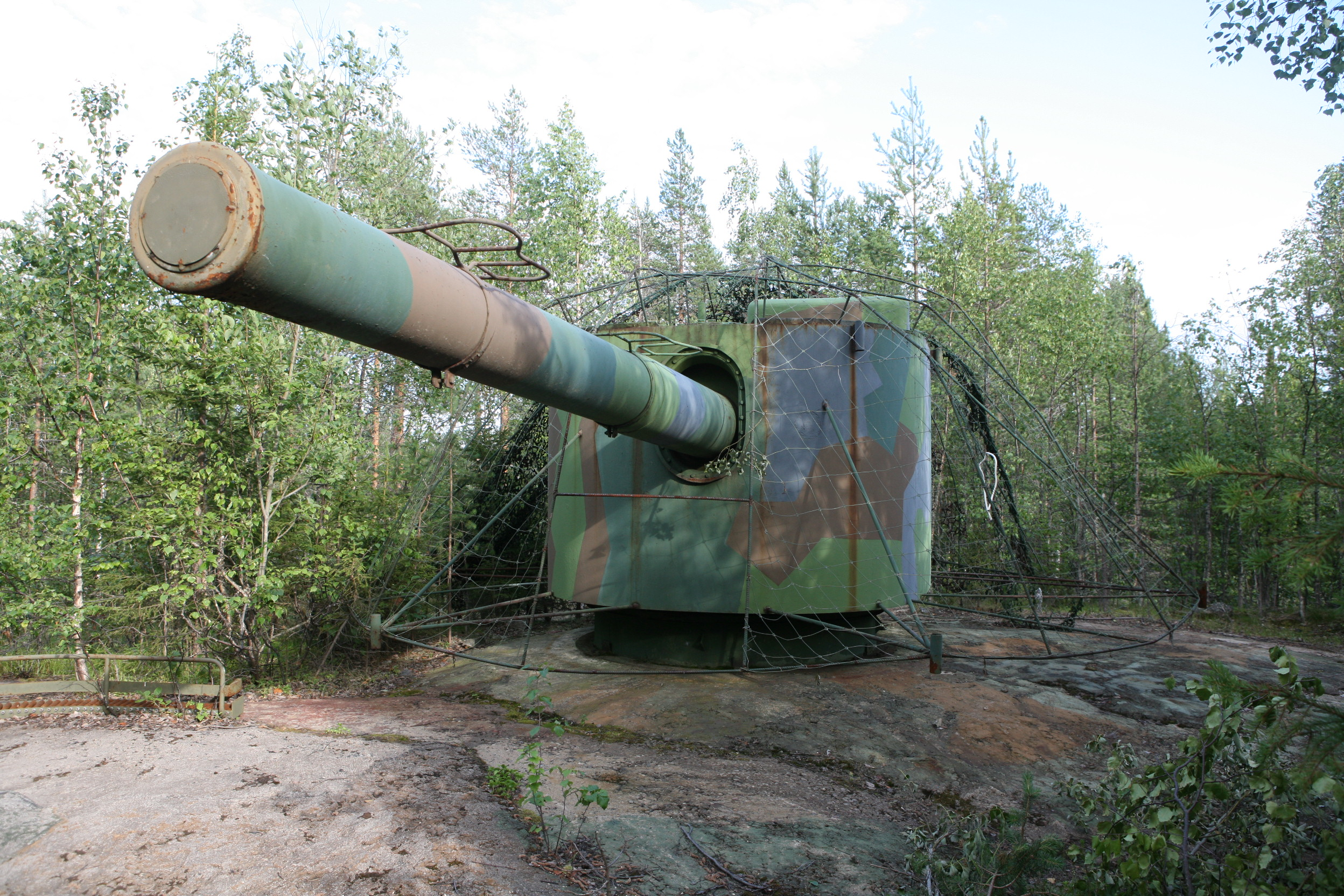
Artillerifortet i Kamlunge år 2010.

Kalixlinjen var en försvarszon mellan Torne älv och Kalixälven som började anläggas under andra världskriget och avvecklades på 1990-talet efter kalla krigets slut. Det var alltså inte en linje vid själva staden eller älven, som man skulle kunna tro av namnet. Kalixlinjen sammanföll geografiskt ungefär med den del av Kalix försvarsområde som låg öster om Kalixälven. 

## Historik
Syftet var att fördröja, och helst hejda, en sovjetisk invasion från finländskt territorium. Kalixlinjen bestod av ett stort antal stridsvärn, skyddsrum och andra mindre befästningar. Från 1960-talet tillkom några artillerifort bestyckade med äldre fartygsartilleri: 15,2 cm-pjäser från HMS Gustav V och HMS Fylgia samt 12 cm-pjäser från stadsjagare.
Artilleriforten organiserades i lokalförsvarsartilleriförband och ingick tillsammans med infanteri-, luftvärns- och ingenjörförband i försvaret av Kalixlinjen. I och i närheten av Kalixlinjen fanns mycket stora mängder minor och sprängmedel lagrade, med mineringar och sprängda vägar/broar skulle man fördröja och kanalisera det fientliga anfallet och därmed skapa förutsättningar för egna motanfall.
Ett par artillerifort finns bevarade (2012), i Siknäs och i Kamlunge, i övrigt har de flesta anläggningar avlägsnats.
Motsvarande anläggningar byggdes norr och söder om Kalixlinjen.
Norr Kalixlinjen:
Pajala: 3 st 12 cm m/24C-66.
Tärendö: 3 st 12 cm m/24C-66.
Junosuando: 3 st 12 cm m/24C-66.
Vittangi: 3 st 12 cm m/24C-66.
Gällivare: 6 st 12 cm m/24C-66.
Längs Luleälven:
Vuollerim-Harads: 1 st 15,2 cm m/12-60 dubbeltorn HMS Gustav V, 1 st 15,2 cm m/12-60 dubbeltorn HMS Drottning Victoria, 3 st 15,2 cm m/12-60 enkeltorn HMS Drottning Victoria.
Boden (Rödberget): 6 st 12 cm m/24C-66 från stadsjagare. 4 st av pjäserna ersatte äldre 15 cm haubitsar på Rödbergsfortet, 2 st i separat utbildningsanläggning norr om fortet.
Norra Sunderbyn (Duggraberget): 2 st 15,2 cm m/12-60 enkeltorn HMS Sverige.
Luleå (Hertsön): 3 st 15,2 cm m/98 E 50 enkeltorn HMS Äran.

## Artillerifort
I berget sprängdes utrymme för varje batterianläggning som är byggd av betong i en till fyra våningar, med pansartornen från de utrangerade fartygen på bergets hjässa. Då pjäserna varit placerade på olika platser ombord på fartygen hade de olika längd på den s.k. "stjälken" i vilken ammunitionen hissades upp till pjäserna. Detta i kombination med kostnaden för att bygga anläggningen medförde att sprängningsdjupet varierade i de olika anläggningarna. I Siknäs användes pjäserna i sitt originalutförande och anläggningen kunde därmed göras djup. Längst ner i anläggningen finns ammunitionsdurken med krut och granater, sedan förläggning och eldledning för att överst ha kök, matsal och hygienutrymmen. Gassluss ut till en förbindelsegång med anslutningar till närförsvarets löpgravar, ståvärn, splitterskydd och bunkrar.
Siknäs: 4 st pansartorn från pansarkryssaren HMS Fylgia med vardera 2 st 15,2 cm kanoner m/03-60 fördelade på tre berg (torn 1, torn 2 och torn 3-4 på samma berg), 3 till 4 våningar beroende på om pjäserna varit placerade midskepps eller på styrbord/babord sida. Anläggningarna vilar, fritt från berget, på fjädrar för att begränsa chockvågor i berget. Utöver stridsledningscentral, laddningsanordning (stjälken) och ammunitionsutrymmen fanns förläggningar, kök/matsal, toaletter och duschutrymmen i varje batteri. Reservkraft och brunn som försåg besättningen med rent vatten. Anläggningarna hade skydd mot atom-, biologiska och kemiska vapen. Sista krigsförbandsövningen genomfördes 1990 och två av batterierna utgick 1992 (torn 3 och 4) och 1998 togs de två sista batterierna (torn 1 och 2) ur krigsorganisationen.
Häggmansberget (NO Kamlunge): 2 st torn från pansarskepp med enkla 15, 2 cm kanoner m/12-60, anläggningen i en våning.
Isakberget (V Miekojärvi): 3 st torn från pansarskepp med enkla 15, 2 cm kanoner m/12-60, anläggningen i en våning.
Parviainen (V Haparanda): 3 st torn från stadsjagare med enkla 12 cm kanoner m/24C-66, anläggningen i en våning med försänkta pjästorn. Benämnt lokalförsvarskompani.
Under Kalla Kriget var området skyddsområde och förbjudet för utlänningar med undantag för de större vägarna.

## Striden i Kalixlinjen
I huvudsak var det genom s.k. fördröjningsstrid som en angripare skulle fördröjas genom Kalixlinjen för att därefter vara gripbar för anfall med från södra Sverige tillförda förband.
Fördröjningsstriden utgjordes av förberedda försvarsställningar varifrån striden genomfördes med stöd av fältarbeten (sprängda vägar/broar, minor), indirekt eld (artilleri och granatkastare) och pansarvärnsvapen (pansarskott, granatgevär, pansarvärnskanoner, pansarvärnsrobotar). Fördröjningsstriden skulle påbörjas tidigt, ingen tid fick gå till spillo, långt fram vid gränsälven och med stort djup väster Kalix älv.
Att skydda Sverige från ett angrepp över gränsälvarna har utgjort en stor del av svensk försvarsplanering i norr under hela 1900-talet.
Under 1990-talet fanns 6 st gränsregementen bestående av 2-3 infanteri-, jägar-, artilleri-, ingenjörbataljoner och luftvärns-, pansarvärns-, underhållskompanier, samt stridsgrupper med särskilda uppgifter och en sammansättning för att lösa sina stridsuppgifter.
Genom Vägverkets försorg förbereddes samtliga vägar i gränszonen (gränsälvarna till väster Kalix älv) för förstöring. Varje öst-västlig förbindelse, och även tvärförbindelserna, försågs med sprängkammare där vägen var omgiven av myr eller vattendrag och i närheten av varje planerat avbrott fanns en kassun med särskilt iordningställda laddningar s.k. vägbanksladdningar, som skulle föras ner i sprängkammarrören. En normal "vägbank" hade 16 st sprängkammarrör, 8 st på vardera sidan, med total laddningsvikt på 1,6 ton trotyl. Avbrottet beräknades bli 60 till 70 meter och skulle mineras för att försvåra för en fiende att lägga en krigsbro.